# Шёнбур
Шёнбур (фр. Schoenbourg) — коммуна на северо-востоке Франции в регионе Гранд-Эст (бывший Эльзас — Шампань — Арденны — Лотарингия), департамент Нижний Рейн, округ Саверн, кантон Ингвиллер. До марта 2015 года коммуна административно входила в состав упразднённого кантона Ла-Птит-Пьер (округ Саверн).
Площадь коммуны — 5,06 км², население — 453 человека (2006) с тенденцией к стабилизации: 438 человек (2013), плотность населения — 86,6 чел/км².

## Население
Население коммуны в 2011 году составляло 443 человека, в 2012 году — 440 человек, а в 2013-м — 438 человек.
| 1962 | 1968 | 1975 | 1982 | 1990 | 1999 | 2006 | 2008 | 2011 | 2012 | 2013 |
| ---- | ---- | ---- | ---- | ---- | ---- | ---- | ---- | ---- | ---- | ---- |
| 462  | 464  | 460  | 446  | 440  | 414  | 453  | 453  | 443  | 440  | 438  |

Динамика населения:

## Экономика
В 2010 году из 273 человек трудоспособного возраста (от 15 до 64 лет) 210 были экономически активными, 63 — неактивными (показатель активности 76,9 %, в 1999 году — 74,0 %). Из 210 активных трудоспособных жителей работали 195 человек (112 мужчин и 83 женщины), 15 числились безработными (четверо мужчин и 11 женщин). Среди 63 трудоспособных неактивных граждан 15 были учениками либо студентами, 26 — пенсионерами, а ещё 22 — были неактивны в силу других причин.